# Phineo
Phineo ist eine gemeinnützige Aktiengesellschaft (gAG), die sich als Analyse- und Beratungshaus für strategisches gesellschaftliches Engagement betätigt. Nach der Gründung 2009 durch Klaus Becker, Daniel Rahaus und Andreas Rickert ist die Gesellschaft seit Mai 2010 operativ tätig. Hauptsitz von Phineo ist Berlin, eine Zweigstelle befindet sich in München.

## Geschichte
Ab 2010 wurde ein Spendensiegel vergeben, dieses Gütesiegel trägt bei Phineo den Namen Wirkt. Im Frühjahr 2023 trugen ca. 320 Organisationen das Wirkt-Siegel.
Seit 2011 analysiert Phineo für die Spendenkampagne Deutschland rundet auf pro bono alle Spendenprojekte.
Phineo veröffentlichte 2012, 2014 und 2016 in Medienpartnerschaft mit Capital sowie Spiegel Online drei Studien zur Wirkungstransparenz bekannter Spendenorganisationen in Deutschland.
Ab 2013 erschien als Gemeinschaftsprojekt mit der Bertelsmann Stiftung der Praxisratgeber Kursbuch Wirkung über wirkungsorientiertes Projektmanagement.
Gemeinsam mit der deutschen Unternehmerin Susanne Klatten realisierte Phineo zwischen 2016 und 2022 die SKala-Initiative. Diese förderte gemeinnützige Organisationen, die nachweislich eine große soziale Wirkung erzielen, mit insgesamt rund 90 Millionen Euro.
Seit 2018 werden bei der Initiative Mobilitätskultur sowie seit 2021 und bis 2027 bei der Förderinitiative Peters Ressourcen von Privatpersonen an gemeinnützige Organisationen vergeben.

## Organisation und Finanzierung
Als gemeinnützige Aktiengesellschaft unterliegt Phineo den Regelungen des Aktienrechts. Die drei Organe der Aktiengesellschaft (Vorstand, Aufsichtsrat und Hauptversammlung) werden durch einen Beirat ergänzt. Hauptamtlicher Vorstand ist Andreas Rickert. Seine Stellvertreterin ist Anna Herrhausen, die Tochter von Alfred Herrhausen. Dem ehrenamtlich tätigen Aufsichtsrat, dem unter anderem Brigitte Mohn angehört, obliegt die Beratung und Kontrolle des Vorstands sowie die Prüfung des Jahresabschlusses. Neben der beschlussfassenden Hauptversammlung existiert ein ehrenamtlicher Beirat, dem unter anderen Rita Süssmuth, Regine Sixt, Thomas Druyen, Sandra Thier und Eckart von Hirschhausen angehören.
Die gAG finanziert sich über Gesellschafter, projektbezogene Förderpartner und Auftragsarbeiten. Zu den Gesellschaftern gehören die Bertelsmann Stiftung, Ecovis NRW, KPMG, Deutsche Börse, die Schöpflin Stiftung, die Stiftung Aktive Bürgerschaft, der Stifterverband für die Deutsche Wissenschaft und die gemeinnützige Organisation New Philanthropy Capital. Gefördert wird Phineo unter anderem vom Bundesministerium für Familie, Senioren, Frauen und Jugend.

### Mitgliedschaften
Phineo gehört dem Trägerkreis der Initiative Transparente Zivilgesellschaft sowie der Bundesinitiative Impact Investing an. Zudem ist das Unternehmen Mitglied im Social Entrepreneurship Netzwerk Deutschland und im Bundesnetzwerk Bürgerschaftliches Engagement.
Phineo hält Anteile am Global Perspective Initiative e. V. und der We Aid gGmbH.
Die gAG ist deutscher Partner von United Way Worldwide, einer global agierenden Non-Profit-Organisation.

## Tätigkeit
Phineo arbeitet daran, Strukturen und Wirkungen gesellschaftlichen Engagements auf politischer Ebene, in der Wirtschaft, im Finanzsektor, in der Zivilgesellschaft und sektorübergreifend sichtbar zu machen. Zugleich sollen Akteure aus allen Sektoren darin unterstützt werden, mehr gesellschaftliche Wirkung zu erzielen.
Zu den Zielgruppen der gAG zählen Unternehmen, Politik, Verwaltung, Stiftungen, Vermögende, Philanthropen, Finanzinvestoren, Akteure der Freien Wohlfahrtspflege, Non-Profit-Organisationen und Impact Startups.
Geschäftsfelder
Geschäftsfelder von Phineo sind die Planung, Entwicklung und Umsetzung von Projekten, die das gesellschaftliche Engagement fördern und letztlich dem Gemeinwohl dienen sollen. Dabei geht es um die Bereiche Strategie- und Zielentwicklung, Wirkungsanalyse, Spenden und Mittelvergabe, Organisationsentwicklung, Projektentwicklung und -begleitung, Kooperation oder Stakeholdermanagement.
Im Bereich Kommunalberatung begleitet die gAG öffentliche Verwaltungen dabei, Veränderungsprozesse erfolgreich zu gestalten und Organisationsstrukturen weiterzuentwickeln. Im Bereich Impact Investing berät Phineo Akteure im Privatmarktbereich. Darüber hinaus werden Themenreports und Studien erstellt, etwa zu Spendenmotiven der sogenannten NextGens oder zu Engagementmöglichkeiten für Unternehmen hinsichtlich der Sustainable Development Goals.
Bildungsförderung
Mit dem Skala-Campus bietet Phineo eine Lern- und Austauschplattform für sozial engagierte Menschen aus Wirtschaft und Zivilgesellschaft, insbesondere zu den Themen finanzielle Stabilität von Non-Profits, Wirkungsorientierung und Organisationsentwicklung.
Regelmäßig werden kostenfreie Studien, Ratgeber und Reports veröffentlicht; Themen sind beispielsweise Klimaschutz, Kinderarmut, Inklusion, gesellschaftlicher Zusammenhalt, Engagement gegen Rechtsextremismus, MINT-Bildung, Non-Profit-Journalismus, Corporate Volunteering oder Impact Investing. Die Publikationen entstehen in Zusammenarbeit mit Partnern wie United Way Worldwide, Amadeu Antonio Stiftung, Schöpflin Stiftung, DFL Stiftung, Children for a better World, Sozialhelden oder auch Pfizer.

## Kritik
Auf Kritik stößt die Organisation wegen ihrer Nähe zu Wirtschafts- und Finanzinstitutionen. Auch die Fokussierung auf das Thema „Wirkungstransparenz“ wird kritisch betrachtet.